# Língua kotia
Kotia é uma língua Indo-Ariana relacionada à Língua oriá falada por cerca de 41.600 pessoas (Censo 1991) estado Indiano de Andhra Pradesh.

## Falantes
Os 41 mil falantes são do povo Kotia que vive nas áreas tribais do distrito de Visakhapatnam de Andhra Pradesh e em áreas adjacentes de Orissa. Desses, 17,83% são alfabetizados. A tribo Kotia se divide em 4 sub-grupos: Bodo Kotia (ou Doras), Sano Kotia, Putia Poika e Dhulia. Os Doras reivindicam o mesmo status que os Bagatas, tribo de alto conceito social em Visakhapatnam. Há divisões também em clãs totêmicos, que se dividem por sua vez em sobrenomes familiares, tais como Matya (Peixe), Naga (Serpente), Geedh (Águia), Gorapitta (tipo de pássaro), etc.
Os Kotias são em sua maioria agricultores e cultivam vegetais alimentícios como Ragi, sorgo, milho, arroz, também repolho, berinjela, tomate, batata etc Nos quintais de suas casas cultivam feijão, pimentões, quiabo, gengibre, etc nos quintais de suas casas. Coletam nas florestas, de árvores não madeireiras, para produzir itens como folhas ‘’adda’’, tamarindo ‘’Sheekai’’, cabos de vassoura, flores ‘’Mohwa’’, etc.

## Escrita
O índice de alfabetização entre os Kotia é baixo. Uma escrita própria para a língua foi desenvolvida pela professora S. Prasanna Sree da Universidade de Andhra, Visakhapatnam, Andhra Pradesh. Prasanna Sree desenvolveu escritas com base em escritas indianas já existentes para certos sons comuns a outras línguas locais, porém com diferentes conjuntos de caracteres para cada uma das línguas relacionadas, tais como o bagatha, o jatapu, o kolam, o konda-dora, o porja, o koya, o Gadaba e o kupia.
Já existe um Bíblia em Kotia, alguns Kotia alfabetizado usam e escrita telugu.
Pela escrita da Prof S. Prasanna Sree, temos:
- Possui 13 sons vogais com símbolos para vogais que, conforme a simbologia, podem ser isoladas (no início da sílaba) ou conjuntas: a aa e ee u uu ae aaae i o oo ou aum auh
- e 18 sons consonantais, que podem ser curtos ou longos (símbolos diferenciados): ka ga cha já ta da tha dha na pa ba ma ya ra la va sa ha